# Lijst van voetbalinterlands Antigua en Barbuda - Puerto Rico (vrouwen)
Deze lijst van voetbalinterlands is een overzicht van alle officiële voetbalinterlands tussen de nationale vrouwenteams van Antigua en Barbuda en Puerto Rico. De landen hebben tot nu toe twee keer tegen elkaar gespeeld.

## Wedstrijden
| № | Plaats    | Datum            | Competitie                                | Wedstrijd                        | Uitslag |
| - | --------- | ---------------- | ----------------------------------------- | -------------------------------- | ------- |
| 1 | Marabella | 13 mei 2010      | CONCACAF Gold Cup 2010 kwalificatie       | Puerto Rico − Antigua en Barbuda | 8 − 0   |
| 2 | Mayagüez  | 16 februari 2022 | CONCACAF W Championship 2022 kwalificatie | Puerto Rico − Antigua en Barbuda | 4 − 0   |

## Samenvatting
| Competitie                           | Totaal gespeeld | Winst Antigua en Barbuda | Gelijk | Winst Puerto Rico | Doelsaldo Antigua en Barbuda – Puerto Rico |
| ------------------------------------ | --------------- | ------------------------ | ------ | ----------------- | ------------------------------------------ |
| CONCACAF W Championship kwalificatie | 2               | 0                        | 0      | 2                 | 0 − 12                                     |
| Totaal                               | 2               | 0                        | 0      | 2                 | 0 − 12                                     |